# 다루미역 (효고현)

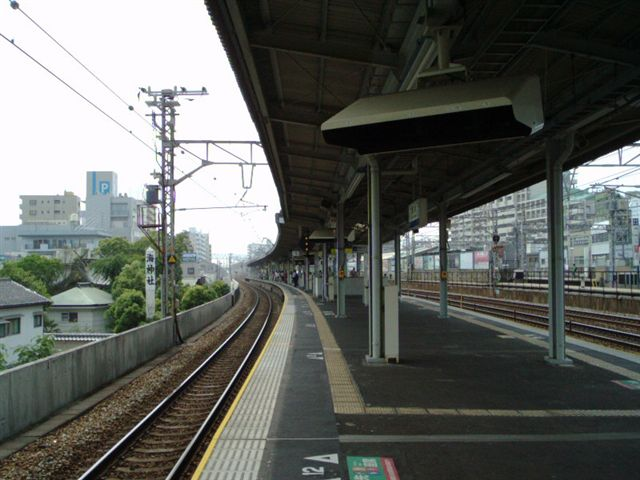
홈의 모양

다루미역(일본어: 垂水駅)은 일본 효고현 고베시 다루미구에 있는 서일본 여객철도의 역이다.

## 역 구조
고가 역으로, 열차선에는 플랫폼이 설치되어있지 않으며 전철선에만 1면 2선의 섬식 승강장이 있다. 20m 길이의 차량 12량까지 대응이 가능하다.
동쪽 출입구와 서쪽 출구가 있으며 서쪽 출구에는 엘리베이터가 있다.
역사내에 탁아소 「JR 다루미 키즈 룸」이 있다.

### 승강장
| 1 | ■ JR 고베 선 (하행선) | 니시아카시·가코가와·히메지 방면 |
| 2 | ■ JR 고베 선 (상행선) | 산노미야·아마가사키·오사카 방면 |

## 인접정차역
| 서일본 여객철도 산요 본선       | 서일본 여객철도 산요 본선 | 서일본 여객철도 산요 본선 |
| ------------------------------- | ------------------------- | ------------------------- |
| 스마 마이바라 방면              | ■ JR 고베 선 쾌속         | 마이코1 히메지 방면       |
| 시오야 교토 방면                | ■ JR 고베 선 보통         | 마이코 니시아카시 방면    |
| 1: 외측선 경유 쾌속은 통과한다. |                           |                           |